# The Rise and Fall of Sue Sylvester
The Rise and Fall of Sue Sylvester je desátá epizoda šesté série amerického hudebního televizního seriálu Glee a v celkovém pořadí stá osmnáctá epizoda tohoto seriálu. Napsala ji Jessica Meyer, režíroval Anthony Hemingway a poprvé se vysílala ve Spojených státech dne 6. března 2015 na televizním kanálu Fox.
Tragédie na Daltonově akademii způsobí spojení sborů New Directions a Warblers a Sue Sylvester čelí svým největším lžím přímo v televizním vysílání. Epizoda obsahuje speciální hostující hvězdu Carol Burnettovou jako Doris Sylvester a malé role, kde Geraldo Rivera, Michael Bolton a Carnie Wilson hrají sami sebe.

## Obsah epizody
Členové New Directions, Alistair (Fineas O'Connell), Jane Hayward (Samantha Marie Ware), Mason McCarthy (Billy Lewis Jr.), Madison McCarthy (Laura Dreyfuss), Myron Muskovitz (J. J. Totah), Spencer Porter (Marshall Williams), Roderick (Noah Guthrie) a Kitty Wilde (Becca Tobin) zkouší píseň pro Willa Schuestera (Matthew Morrison). Na vystoupení dorazí Blaine Anderson (Darren Criss) a Kurt Hummel (Chris Colfer) a šokovaný Blaine oznámí, že jeho škola, Daltonova akademie, shořela v základech. Will se rozhodne, že dovolí sboru Warblers z Daltonovy akademie, aby přestoupili na McKinleyskou střední školu do sboru New Directions. Ředitelka Sue Sylvester (Jane Lynch) proti tomu ostře vystoupí, ale Will již dříve sjednal přestup s inspektorem Bobem Harrisem (Christopher Cousins). Becky Jackson (Lauren Potter), spolu se svým přítelem Darrellem (Justin Prentice), je rozhořčena, když Sue odmítá přijmout Warblers, a tak vybouchne vzteky v její kanceláři. Mezitím se Rachel Berry (Lea Michele) vrátila na NYADU, aby prosila pro znovupřijetí. Sue je povolána do kanceláře inspektora Harrise, kde se nachází také Will a Harris jí oznámí, že mu Becky udala umístění jejího skladiště (dříve jsme ho mohli vidět v epizodě The Hurt Locker, Part One) a objeví zde Suiny komplikované systémy pomsty, do kterých je zapojen i jeho synovec Myron a také kopii časopisu Penthouse, kde je Sue obsažena v pornografickém materiálu. Harris nemá jinou možnost, než že Sue ihned vyhodí.
Sue přijímá rozhovor s Geraldem Riverou na Fox News, aby očistila své jméno, ale místo toho Gerald ukáže, že Sue je nutkavá lhářka. Mezi různými mylnými informacemi, které Geraldo uvedl na pravou míru, bylo: nehrála na tamburínu s Wilson Phillips (prozradil Carnie Wilson), že Michael Bolton není otcem jejího dítěte (prozradil sám Bolton), že její péče o studenty na McKinleyově střední je mučením pro většinu a že její rodiče nebyli lovci nacistů (prozradila Suina matka, Doris Sylvester (Carol Burnettová), která dokonce řekne, že nikdy nemohla Sue doopravdy milovat). Je také ukázáno, že člověk, který stojí za vyzrazením všech Suiných tajemství, je Becky. Jediní lidé, co se za Sue postaví, jsou trenér Sheldon Beiste (Dot-Marie Jones) a Will. Doris navštíví Sue, omluví se jedna druhé a pomocí písně se usmíří.
Rachel sdělí Blainovi, Samu Evansovi (Chord Overstreet) a Mercedes Jones (Amber Riley), že doufá, že dostane opět šanci na NYADĚ a v tu chvíli ji zazvoní telefon a Rachel zjistí, že získala roli v muzikálu (na který dělala konkurz v epizodě What the World Needs Now). Rachel je ihned přesvědčena, že muzikál je lepší volbou, ačkoliv Sam s ní nesouhlasí. Smíchaní členové New Directions a Warblers se snaží společně zkoušet, ale mezi oběma skupinami je stále napětí, zvláště kvůli nevůli Warblers vzdát se jejich původních tradičních modrých uniforem, což je jejich jediné pojítko s Daltonem. Trenérka Beiste oznamuje, že Sue byla přijata jako nová trenérka pro Vocal Adrenaline, když přesvědčila Clinta (Max George) a zbytek skupiny, že její vedení jim pomůže zničit New Directions a povede je k vítězství. Sam řekne Rachel, co si myslí ohledně jejího rozhodnutí nejít na NYADU a v tu chvíli Rachel obdrží telefonát z NYADY, kde se dozví, že se na školu může vrátit, pokud bude chtít. Rachel je ale přesvědčena, že její pravou cestou je Broadway, i když Sam pokračuje ve svých námitkách. Sue se vrací, aby sdělila Willovi ohledně úmyslu zničit New Direction, mají s Willem písňový souboj, který v jejich fantazii vypadá divoce, ale jejich opravdové vystoupení vidí ohromení Kurt, Rachel a zbytek New Directions. Myron řekne Rachel, že inspektor Harris prohlásil, že pokud New Directions nevyhrají regionální kolo soutěže sborů, tak budou všechny umělecké programy natrvalo odstraněny z McKinleyovy střední školy, ale Rachel, Kurt, Blaine a Will si slíbí, že společně budou bojovat ještě více, než předtím. Poté přivedou v poslední písni všechny členy New Directions a Warblers dohromady a odhalí jejich uniformu: kombinuje stylové sako ve stylu Daltonovy akademie a tradiční červenou barvu, typickou pro McKinleyovu střední.

## Seznam písní
- „Rather Be“
- „The Trolley Song“
- „Far from Over“
- „The Final Countdown“
- „Rise“

## Hrají
| Chris Colfer     | Kurt Hummel             |
| Darren Criss     | Blaine Anderson         |
| Dot Jones        | trenérka Shannon Beiste |
| Jane Lynch       | Sue Sylvester           |
| Kevin McHale     | Artie Abrams            |
| Lea Michele      | Rachel Berry            |
| Matthew Morrison | William Schuester       |
| Amber Riley      | Mercedes Jones          |
| Chord Overstreet | Sam Evans               |